# AA Aparecidense
Der Associação Atlética Aparecidense, in der Regel nur kurz Aparecidense genannt, ist ein Fußballverein aus Aparecida de Goiânia im brasilianischen Bundesstaat Goiás.
Der Klub wurde am 22. Oktober 1985 gegründet und betreibt seit 1992 eine Profiabteilung.
Aktuell spielt der Verein in der dritten brasilianischen Liga, der Série C. 2021 konnte er als Meister die Série D abschließen und sich somit den Aufstieg in die Série C 2022 sichern. Nach Abschluss der Meisterschaft 2024 musste der Klub als 18. in die Série D absteigen.

## Erfolge
- Staatsmeisterschaft von Goiás – 3rd Division: 2002
- Staatsmeisterschaft von Goiás – 2nd Division: 2010
- Série D: 2021

## Stadion
Der Verein trägt seine Heimspiele im Estádio Annibal Batista de Toledo, auch unter dem Namen Annibal Toledo bekannt, in Aparecida de Goiânia aus. Das Stadion hat ein Fassungsvermögen von 4800 Personen.

## Trainerchronik
Stand: 18. Juni 2021
| Trainer            | Nation            | von                | bis              |
| ------------------ | ----------------- | ------------------ | ---------------- |
| Joel Cornelli      | Brasilien         | 2. Mai 2012        | 30. August 2012  |
| Márcio Goiano      | Brasilien         | 5. November 2014   | 20. Mai 2015     |
| Sílvio Criciúma    | Brasilien Italien | 12. Juni 2015      | 1. November 2015 |
| Márcio Goiano      | Brasilien         | 4. Dezember 2015   | 13. Juli 2016    |
| Márcio Goiano      | Brasilien         | 9. November 2017   | 10. April 2018   |
| João Paulo Sanches | Brasilien         | 14. Januar 2020    | 21. Februar 2020 |
| Romerito           | Brasilien         | 10. September 2020 | 5. Oktober 2020  |
| Thiago Carvalho    | Brasilien         | 6. Oktober 2020    | heute            |